# Arakere, Arsikere
Arakere là một làng thuộc tehsil Arsikere, huyện Hassan, bang Karnataka, Ấn Độ.